# Comté de Windham (Connecticut)
Pour les articles homonymes, voir Comté de Windham.
Le comté de Windham est l'un des huit comtés de l'État du Connecticut aux États-Unis. Selon le recensement de 2010, la population était de 118 428 habitants.
Comme pour les sept autres comtés du Connecticut, il n'y a pas de gouvernement du comté ; ce sont les villes individuelles qui sont responsables de la police, du régiment de sapeurs-pompiers, des écoles, etc.

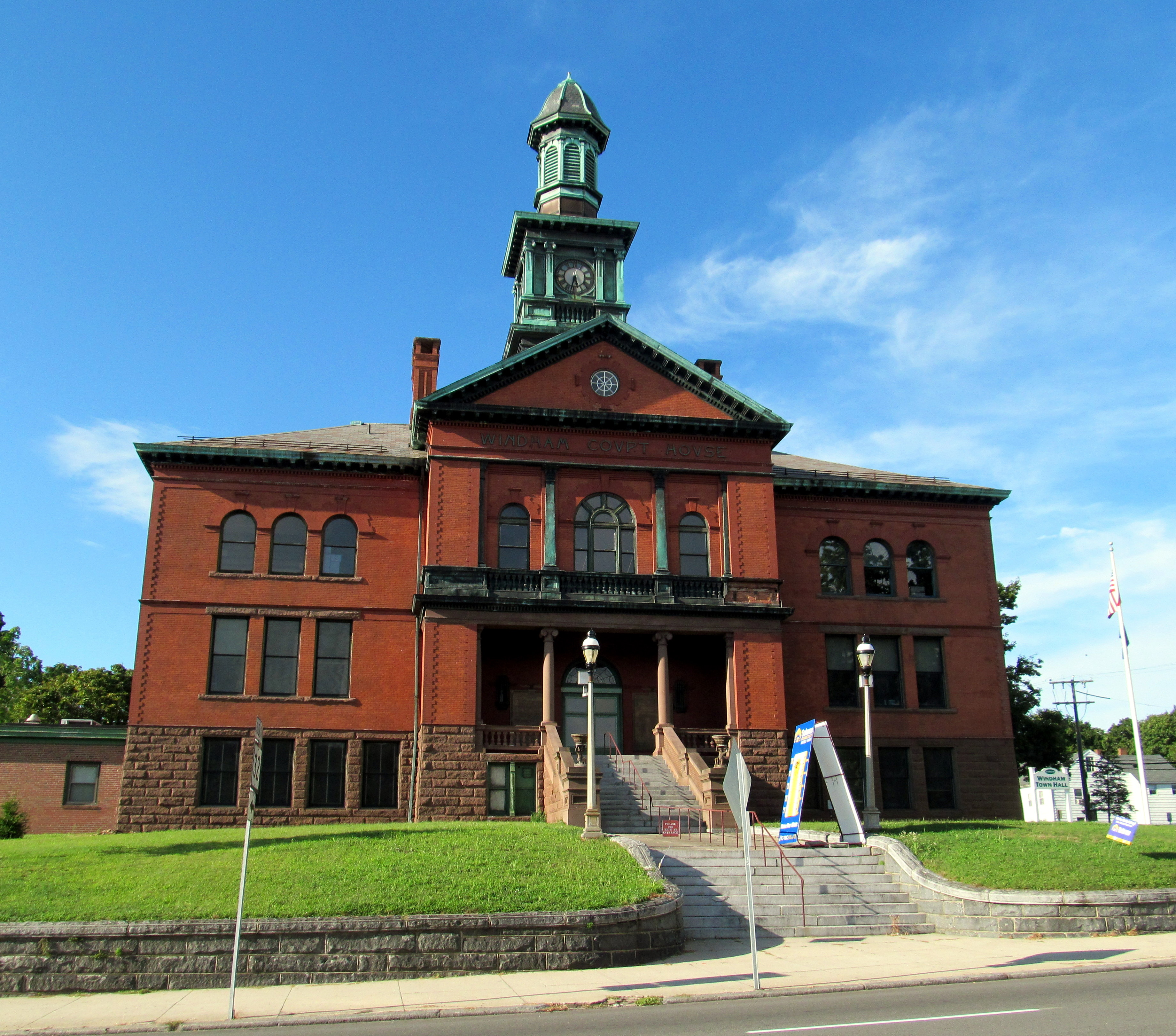
L'hôtel de ville de Windham et l'ancien palais de justice du comté

## Géographie
Selon le Bureau du Recensement des États-Unis, la superficie du comté est 1 351 km2, dont 1 328 km2 de terre et 23 km2 de plans d'eau, soit 1,67 % de la superficie totale.

### Géolocalisation
|                  | Comté de Worcester  |                     |
| Comté de Tolland | Comté de Windham    | Comté de Providence |
|                  | Comté de New London | Comté de Kent       |

## Démographie
Lors du recensement de 2000, il y avait 109 091 habitants, 41 142 ménages, et 28 223 familles dans le comté.  La densité de population était 82 hab./km2.  Il y avait 43 959 maisons avec une densité de 33 hab./km2.  La population était à 91,27 % de blancs, 1,87 % de noirs, 0,48 % amérindiens, 0,83 % asiatiques, 0,04 % natifs des îles du Pacifique, 3,59 % des autres races, et 1,92 % de deux ou plus races. 7,09 % de la population était hispanique ou Latino de n'importe quelle race.
Il y avait 41 142 ménages soit 33,50 % qui avaient des enfants de moins de 18 ans. 52,30 % étaient des couples mariés, 11,90 % avaient une femme qui était le chef de ménage sans mari, et 31,40 % étaient les ménages non-familles. 24,30 % des ménages étaient compris des personnes seules et 9,60 % avaient quelqu'un qui vivait seul et avait 65 ans ou plus.  Le ménage moyen avait 2,56 personnes et la famille moyenne avait 3,04.
Dans le comté la pyramide des âges se décomposait ainsi 25,10 % en dessous de 18 ans, 9,60 % de 18 à 24, 30,30 % de 25 à 44, 22,70 % de 45 à 64, et 12,30 % qui avaient 65 ans ou plus. L'âge médian était de 36 ans.  Pour 100 femmes, il y avait 97,3 hommes.  Pour 100 femmes qui avaient 18 ans ou plus, il y avait 94,0 hommes.
Le revenu médian par ménage du comté était de 45 114 $, et le revenu médian de famille était de 52 490 $.  Les hommes avaient un revenu médian de 38 319 $ contre 26 745 $ pour les femmes. Le revenu per capita du comté était de 20 443 $. 8,5 % des habitants et 5,7 % des familles vivaient en dessous du seuil de pauvreté. 10,3 % des personnes qui avaient moins de 18 ans et 7,1 % des personnes qui avaient plus que 65 ans vivaient sous le seuil de pauvreté.
| 1790   | 1800   | 1810   | 1820   | 1830   | 1840   |
| ------ | ------ | ------ | ------ | ------ | ------ |
| 28 881 | 28 222 | 28 611 | 31 684 | 27 082 | 28 080 |

| 1850   | 1860   | 1870   | 1880   | 1890   | 1900   |
| ------ | ------ | ------ | ------ | ------ | ------ |
| 31 081 | 34 747 | 38 518 | 43 856 | 45 158 | 46 861 |

| 1910   | 1920   | 1930   | 1940   | 1950   | 1960   |
| ------ | ------ | ------ | ------ | ------ | ------ |
| 48 361 | 52 815 | 54 086 | 56 223 | 61 759 | 68 572 |

| 1970   | 1980   | 1990    | 2000    | 2010    | - |
| ------ | ------ | ------- | ------- | ------- | - |
| 84 515 | 92 312 | 102 525 | 109 091 | 118 428 | - |

## Les villes du comté
- Ashford
- Brooklyn
- -- East Brooklyn (un village de Brooklyn)
- Canterbury
- Chaplin
- Eastford
- Hampton
- Killingly
- -- Danielson (une municipalité de Killingly)
- Plainfield
- -- Central Village (un village de Plainfield)
- -- Moosup (un village de Plainfield)
- -- Plainfield Village (un village de Plainfield)
- -- Wauregan (un village de Plainfield)
- Pomfret
- Putnam
- -- Putnam District (une municipalité de Putnam)
- Scotland
- Sterling
- Thompson
- -- North Grosvenor Dale (un village de Thompson)
- -- Quinebaug (un village de Thompson)
- Windham
- -- South Windham (un village de Windham)
- -- Willimantic (une municipalité de Windham)
- Woodstock
- -- South Woodstock (un village de Woodstock)